# Matukituki (rivière)
La  rivière Matukituki (en anglais : Matukituki River) est un cours d’eau situé dans les  Alpes du Sud dans l’Île du Sud  de la Nouvelle-Zélande.

## Géographie
Les deux branches ‘ouest’ et ‘est’ prennent naissance de la ligne de partage des eaux située près du mont Mont Aspiring et sont largement alimentées par la fonte des glaciers. Elles s’écoulent sur environ 20 km avant de se rejoindre près de « Camerons Flat » . Après cette confluence, la rivière  Matukituki quitte les limites du  Parc national du mont Aspiring et continue à nouveau  sur 30 km avant de se jeter dans le lac Wanaka (à l’angle sud-ouest du lac).
An  total six glaciers alimentent les affluents de la rivière Matukituki, les plus importants étant : la haute vallée du Glacier Volta, le glacier Rob Roy, le glacier Maud Francis et le glacier des Avalanches.
De « Camerons Flat » en amont, la rivière est formée de bras en tresses croissantes jusqu’à son passage à travers une gorge étroite  et sous le pont  de « West Wanaka bridge » juste avant d’atteindre le lac Wanakaen aval.

## Histoire
La plus grande partie des Alpes du Sud commença à se former, il y a plus de 220 millions d’années sous forme de sédiments et de  roches s'acumulant au dessus de rochers volcaniques siégeant sur le fond marin La chaleur et la pression intense consolida les roches et entraîna leur érection pour former la principale ligne de partage des eaux de la Nouvelle-Zélande. Le paysage actuel fut ensuite façonné par le processus glaciaire au cours des diverses glaciations quand d’énormes glaciers remplirent et décapèrent les vallées.
La zone autour du Mont Aspiring (appelée ‘Tititea’ par les  Māoris) a une  longue histoire en rapport avec les tributs Māoris, qui vinrent de l’extrémité de la côte d’Otago et du détroit de Foveaux jusqu’aux lacs pour y chercher les  kakapo, les Kereru ou pigeon de Nouvelle-Zélande, les Nestors superbes ou kākā et les tui de la forêt, qu’ ils aimaient chasser. Les  Moas devaient être aussi abondants le long des bords de la forêt pendant les 200 premières années de la colonisation Māori.
Les tributs historiques Māoris : les iwi de Kāti Mamoe et de  Ngāi Tahu avaient toutes les deux des installations sur les berges autour du lac Wanaka et du lac Hāwea, qui comprenait le village de  Nehenehe sur la berge nord de l’embouchure de la rivière Matukituki. Des fours en terre pour cuisiner les racines (tī kōuka (cabbage tree)) ont été retrouvés dans plusieurs sites sur le long des berges du lac.
Le premier  Européen à apercevoir le Mont Aspiring fut le représentant du gouvernement John Turnbull Thompson en 1857. La partie ouest de la vallée de la rivière Matukituki fut explorée par  James Hector en 1862.
Des installations agricoles commencèrent ensuite à s’installer  progressivement dans la vallée à partir des années 1870.

## Faune et flore
Aujourd’hui , les hêtres (Nothofagus forment la flore prédominante dans les forêts de la vallée de la rivière Matukituki. Les hêtres rouges de Nouvelle-Zélande Nothofagus fusca préfèrent les vallées plus chaudes et sont communs juste en dessous du refuge d’’Aspiring Hut’. Le Hêtre argenté (ou Nothofagus menziesii ou encore Lophozonia menziesii, poussent près des zones humides, à l’extrémité ouest de la vallée. Alors que les hêtres des montagnes (mountain beech (en) ou Fuscospora cliffortioides, dominent à l’extrémité est qui est plus sèche.
Le sous bois de la forêt ouverte typique comporte une grande variété de fougères Filicophyta et des mousses.
Au dessus de la limite des arbres, à environ 1 100 m d’altitude, s‘étendent la flore sub-alpine, qui mène à la prairie alpine de « tussock » et de « grasslands » puis à la tundra alpine.
Les oiseaux mangeurs d'insectes tels que des passereaux appelés fantail, mésanges ou tomtit et des passereaux rifleman se développent dans les forêts de hêtres alors que les kākāriki, mangeurs de pépins, préfèrent spécifiquement ces zones de hêtres rouges. Les Tadorne de paradis (Paradise shelduck) se développent sur les bords plats de la rivière en été, les ‘spur-winged plover’ et les ‘oystercatchers’ sont des cygnes communs dans les fermes et le long des rives de la rivière Wanaka.

## Tourisme
La vallée de la rivière Matukituki  est le siège d’une station de ski nommée (Treble Cone). Un opérateur de jetboat offre aussi des parcours sur la rivière et de nombreux chemins de randonnées  fournissant un accès réputé au Glacier ‘Rob Roy’ et au col de ‘Dart Saddle’. La route dite de « Wanaka Mount Aspiring Road » suit la trajet de la rivière  vers la droite pour l’essentiel de son cours au-delà de la confluence de la branche est et ouest, et une partie du chemin le long de la Branche ouest vers un parc de stationnement du Department of Conservation NZ qui mène  au refuge de « Raspberry Creek ».
L’un des chemins de randonnée parmi les plus populaires dans la région, est le chemin de randonnée du Glacier Rob Roy, qui mène vers le haut des  berges de la vallée jusqu’à un point de vue situé sous le Glacier « Rob Roy ». Le chemin de randonnée traverse la branche ouest  de la rivière Matukituki via un  Pont de singe ou pont oscillant.